# 早稲田大学第二文学部
早稲田大学第二文学部（わせだだいがくだいにぶんがくぶ）とは、早稲田大学にかつて設置されていた人文科学系の夜間学部である。

## 学部概要
第二文学部は学制改革に伴う1949年4月1日の新制大学発足によって、新制早稲田大学11学部の1つとして設置された。人文科学系の学部としては、第一文学部が昼間学部として、第二文学部が夜間学部として設置された。通称は二文（にぶん）。
1949年の発足当初は13専修、1970年4月1日からは8専修、1996年4月1日からは5専修で構成されていた。
のち、夜間学部であった第二理工が1968年に廃止となり、第二政経・第二法・第二商は1966年の社会科学部の設置により発展解消する形で1973年に廃止されたが、第二文学部は人文科学系の第二学部を希望する学生の受け皿として存続することとなった。
しかし、社会人学生の減少や、昼間の授業の履修が幅広く認められたことによる、昼間の授業を履修する学生の増加に伴い、事実上第一文学部を含めた同大の昼間学部の受験に失敗した学生の受け皿と化すなど、時代の流れにより、創立当時と比して状況が変化していた。他方で文科省令により「外国人学生」の夜間学部通学者は在留資格が得られず留学生の受け入れが困難であるなどの制約も多かった。そのような状況において、文学学術院（2004年に学内改組によって誕生）の学部改編により、2006年度入学試験を最後に第一文学部とともに編入学以外の学生募集を停止、2007年4月からは新たに人文科学系の後継学部となる「文化構想学部」と新「文学部」が発足した。なお、第一文学部および第二文学部を併せて改組する形で新たに文化構想学部および文学部の両学部を設置したのであり、どちらかがどちらかの後身というわけではない。ただし、文化構想学部は昼夜に科目を設置し、夜間特別枠も設けることによって、従来、第二文学部が担ってきた社会的使命も果たしている。
早稲田大学公式サイトに掲載されている「2014年度 自己点検・評価報告書」の「第1章 理念・目的」内の文化構想学部の項目の前半部分においては「それまでの第一文学部の人文、文芸の2専修と第二文学部の思想・宗教、文学・言語、歴史・民俗、社会・人間、表現・芸術の5専修とにおいて展開されてきた学際的・学融合的な教育理念を継承しつつさらに発展させることを目指して」との文言が記述されている。
留年等の問題がなく、通常の修業年限で修了した学生の多くは2010年3月をもって卒業を迎えることとなったため、3月25日の卒業式・学位授与式の後に戸山キャンパスカフェテリアにおいて第二文学部長出席のもと、「さようなら第二文学部」と銘打つ記念パーティーが挙行された。
卒業式・学位授与式において本学部卒業生には学士（文学）が授与される。文学部という学問領域の性質上、大学院に進学する者が多いことが特徴としてあげられる。
第二文学部が国内の他の一般的な夜間学部と異なる点は、学部長が第一文学部兼任ではなく専任である、夜間のみ講義する教員がいる、独自の学部事務所を持っている、など第一文学部とは別個の「独立した学部」として存在・機能してきた部分にあるといえるが、廃止が確定的になって以降、近年では学部長も第一文学部長や文化構想学部長による兼務となった。教授会は、第一・第二文学部共通の文学部教授会として置かれていた。

## 授業概況
講義は第一文学部との合併科目が設置されている5限および、第二文学部独自の6限と7限に行われるため、開講時間は、5限=16時20分～17時50分、6限=18時～19時30分、7限=19時40分～21時10分。一方で、近年は卒業単位124単位のうち、60単位までを全学部共通のオープン科目や他学部設置科目により取得可能であったため、早い時間から講義の履修が可能であった。
文学学術院の規約として、学術院所属の専任教員は第一・第二文学部の両方の講義を担当することになっていた。カリキュラムは第一文学部とほぼ同じ内容であったが、1996年に設置された学際的・学横断的な特徴を持つ5専修制は、第二文学部の独自色を強めたものであり、「これまでの学問伝統を尊重しながらも、学横断的ないし学際的な視点と方法とを大胆に模索する」ことが基本的な考えの一つとされ、第一文学部とは異なる講義が多数設置された。また、1年次は専修に所属せずに進級時に専修に所属する進級制度の廃止や必修科目の削減なども併せて行われた。

## その他
- 第二文学部では夜間学部ということもあり、元々高卒の社会人や既に大学を卒業し学位を有する学士入学者、中高年のリタイア組などバラエティに富んだ学生が多かったが、更に『社会人入試』が開始されそれらの人々をより幅広く受け入れるカリキュラムを用意した。故に第二文学部の学生・卒業生は医師、歯科医、獣医師、教諭、寺院住職、牧師、神父、国家公務員、地方公務員、作家、芸能人、詩人、自由人など多彩なバックグラウンドを持っていることが多い。

- 第一・第二文学部は全ての講義で毎回「出席カード」を一人一人に配布して出欠を取り、出席率の悪い学生は前期試験・後期試験で、たとえ高得点を挙げたとしても、単位を取得することができない”F評価”をつけられる措置がとられた。そのため、単位取得は文系学部にしてはかなり厳しいとされ、早稲田大学の全学部の中でも突出して単位を落とす者が多かった。
- 大学側からの2007年より始まった改革により、それまで受講できた第二文学部の講義が毎年減少する代わりに、文学部や文化構想学部の選択科目（文化構想学部には6・7限の講義有）や、他学部のオープン科目の講義を取得するシステムが取られた。つまり、5限・6限・7限と夕方から夜を主体に行われる第二文学部の講義選択をしていた形式は、朝から昼に行われる本部キャンパス・文学部キャンパスでの講義も一定の科目を選択し受講する環境へと変化した。まだ現存する第二文学部の科目と並行し他学部の講義も視野に講義受講するスタイルが、第二文学部消滅が決定した後に学生のとる単位取得模様であった。他学部の講義では、当学部の多数の学生と共に第二文学部の学生(”出席カード効果”の影響のある二文学生）が混ざり講義受講する光景が、第二文学部が廃部となるまでみられた。

## 専修
（1983年度までは専攻）

### 13専修時代（1949年4月1日～）
- 西洋哲学
- 東洋哲学
- 心理
- 社会
- 教育
- 日本文学
- 英文
- 仏文
- 独文
- 露文
- 演劇
- 美術
- 史学

### 8専修時代（1970年4月1日～）
- 東洋文化
- 西洋文化
- 社会
- 日本文学
- 英文学
- 美術
- 演劇
- 文芸

### 5専修時代（1996年4月1日～）
- 思想・宗教系
- 文学・言語系
- 歴史・民俗系
- 社会・人間系
- 表現・芸術系

## 歴代学部長
- 佐藤輝夫 - 1949年4月1日～
- 岩崎務 - 1954年9月16日～
- 樫山欽四郎 - 1960年9月15日～
- 新庄嘉章 - 1964年9月15日～
- 本明寛 - 1966年5月10日～
- 小杉一雄 - 1966年9月15日～
- 押村襄 - 1968年9月16日～
- 楠山春樹 - 1969年10月16日～
- 辻村敏樹 - 1970年9月16日～
- 外木典夫 - 1972年9月16日～
- 守屋富生 - 1972年12月15日～
- 志波一富 - 1974年9月16日～
- 藤平春男 - 1976年9月16日～
- 菅原信海 - 1978年9月16日～
- 小林路易 - 1979年5月26日～
- 相馬一郎 - 1980年9月16日～
- 野中涼 - 1982年9月16日～
- 岩波哲男 - 1984年9月16日～
- 加藤民男 - 1986年9月16日～
- 高橋栄一 - 1988年9月16日～
- 松村憲一 - 1990年9月16日～
- 杉本達夫 - 1992年9月16日～
- 水野忠夫 - 1994年9月16日～
- 安在邦夫 - 1996年9月16日～
- 中島国彦 - 1998年9月16日～
- 谷口龍男 - 2000年9月16日～
- 土田健次郎 - 2002年9月16日～
- 田島照久 - 2004年9月21日～（兼第一文学部長）
- 大藪泰 - 2008年9月21日～（兼第一文学部長）
- 岡崎由美 - 2010年9月21日～（兼第一文学部長）
- 安藤文人 - 2012年9月21日～（兼文化構想学部長）
- 源貴志 - 2014年9月21日～2016年3月（兼文化構想学部長）

2016年3月、第二文学部廃止(第一文学部も同時に廃止)

## 主な出身者（中退者含む）
あ行
- 青木純一郎 - 構成作家
- 青木淳悟 - 小説家
- 赤井益久 - 國學院大學元学長
- 朝日美穂 - シンガーソングライター
- 東孝 - 空手家
- 甘糟幸子 - 随筆家、野草料理研究家
- 彩坂美月 - 小説家
- 安藤玉恵 - 女優
- 池田成志 - 俳優
- 石川直樹 - 写真家
- 井関佳子 - 声優
- 稲泉連 - ノンフィクション作家
- 井上伸一郎 - 角川書店元社長
- 潮和歌 - 元宝塚歌劇団
- 牛山純一 - 報道記者
- 浦田典明 - アナウンサー
- 石井浩郎 - 政治家、元プロ野球選手
- 永六輔 - エッセイスト、作詞家
- 扇澤延男 - 脚本家
- 大崎徹哉 - プロデューサー
- 太田靖久 - 小説家
- 大瀧詠一 - ミュージシャン
- 岡崎祥久 - 小説家
- 岡田倫太郎 - テレビ演出家
- 岡村猛 - 早大野球部監督
- 小川邦和 - 元プロ野球選手
- 小栗康平 - 映画監督

か行
- 風間杜夫 - 俳優
- 加藤剛 - 俳優
- 加藤一二三 - 将棋棋士
- 鎌仲ひとみ - 映像作家
- 假屋崎省吾 - 華道家
- 岸義紘 - 牧師
- 北大路欣也 - 俳優
- 北原雅紀 - 漫画原作者
- けらえいこ - 漫画家
- 五阿弥ルナ - 歌手
- 小久保利恵 - モデル
- 小須田康人 - 俳優
- 後藤明生 - 小説家

さ行
- 坂井保之 - 球団代表
- 櫻井武晴 - 脚本家
- 澤地久枝 - ノンフィクション作家
- 澤宮優 - ノンフィクション作家、スポーツライター
- 三瓶啓二 - 空手家
- 実相寺昭雄 - 映画監督
- 篠田真由美 - 小説家
- 下宮忠雄 - 言語学者
- 白井佳夫 - 映画評論家
- 斎藤哲也 - アナウンサー
- 須上佳名子 - 俳優
- 菅原文太 - 俳優
- 鈴木太一 - 映画監督、脚本家
- 鈴木正行 - 紀行作家
- ジョー横溝 - ライター、DJ
- 佐々木敦 - 批評家
- 佐々木仁孝‐小説家　おきなわ文学賞

た行
- 高井有一 - 小説家、芥川賞受賞
- 高田衛 - 国文学者
- 髙寺成紀 - 特撮プロデューサー
- 高橋淳子 - 社会福祉学者
- 高橋信之 - 出版プロデューサー
- 高橋伴明 - 映画監督
- 滝口悠生 - 小説家
- 田中光二 - 小説家
- 田野瀬太道 - 無所属衆議院議員
- 田原総一朗 - ジャーナリスト
- タモリ[7] - 司会者、タレント（除籍）
- 辻静雄 - 料理研究家
- 鶴澤津賀寿 - 義太夫節三味線演奏家、人間国宝
- 豊島ミホ - 小説家

な行
- 中井貴恵 - 女優
- 中川右介 - 音楽評論家
- 長澤和俊 - 東洋史学者
- 長塚圭史 - 劇作家、演出家
- 中野三敏 - 日本文学研究者
- 那須田淳 - 児童文学作家
- 西寺郷太 - ミュージシャン

は行
- 萩原美樹子 - バスケットボール選手
- 橋田壽賀子 - 脚本家、劇作家
- 波多野秀行 - 漫画家
- 原田マハ - 小説家、キュレーター
- 東国原英夫 - 政治家、タレント
- 平岡正明 - 評論家
- 平松庚三 - 実業家
- 深澤真紀 - コラムニスト
- 深水真紀子-女優、プロデューサー
- 福原美和 - フィギュアスケート選手
- 辺見じゅん - ノンフィクション作家
- 辺見庸 - ジャーナリスト、芥川賞受賞
- 堀込高樹 - ミュージシャン、キリンジのメンバー

ま行
- 松尾潔 - 音楽プロデューサー
- マッスル坂井 - プロレスラー
- 三浦大輔 - 劇作家、演出家、映画監督、岸田戯曲賞受賞
- 三村竜介 - 官能小説家
- 水分貴雅 - アナウンサー
- 緑川アイラ - フリーライター。元プロボクサー
- 箕輪はるか - お笑いタレント
- 宮村優子 - 脚本家
- 武藤寿美 - 声優
- 村松増美 - 通訳者
- 森絵都 - 小説家、直木賞受賞

や行
- 谷沢健一 - プロ野球解説者
- 山口恵以子 - 小説家
- 山田タマル - シンガーソングライター
- 山中恒 - 児童文学作家
- 柳家初花 - 落語家
- 唯是一寿 - ロビイスト、政策研究者
- 横尾泰輔 - アナウンサー
- 吉岡平 - 小説家
- 吉行理恵 - 小説家、芥川賞受賞
- 吉永小百合 - 女優
- 吉村弘 - 環境音楽作曲家
- 山本益博 - 料理研究家

## シンボルマスコット ふくろうの“ぶんぶん”
- 第二文学部では6・7限の時間帯に講義が行われることから、「梟（ふくろう）」がそのシンボルマスコットであった。

## 旧西早稲田キャンパス8号館時代
- 8号館 - 旧西早稲田キャンパス（現早稲田キャンパス）の旧8号館は、第一・第二文学部が現在の戸山キャンパス（通称：文キャン）に移転する1962年（昭和37年）までは、一文・二文の校舎として利用されていた。移転後は、法学部が入居し、最近まで法学部の校舎として使われていた。
- 2002年にこの8号館は取り壊されたが、新8号館の外観については、文学部時代以来の旧8号館の一部が再利用されており、法学部棟および共通教室として利用されている現在でも、旧文学部棟であった半世紀近く前の印象を残している。